# Fosso dell'Eremo delle Carceri (Monte Subasio)
Fosso dell'Eremo delle Carceri (Monte Subasio) è un Sito di Interesse Comunitario (SIC) interno al Parco del Monte Subasio, il cui Piano di Gestione è stato approvato nel 2012 dalla Regione Umbria al fine di proteggere e conservare i due habitat in esso individuati. Il sito è classificato nella Rete europea Natura 2000 con il codice IT5210030, a cui si rimanda per la classificazione dettagliata, ed è stato designato Zona Speciale di Conservazione (ZSC) nel 2014 dal Ministero dell'Ambiente a seguito della Direttiva Habitat della Comunità Europea. In ogni sito (SIC-ZSC) vengono individuati tipologie di habitat floristici e di specie animali e vegetali di particolare interesse conservazionistico, già precedentemente classificati secondo criteri di omogeneità tipologica.

## Territorio
Il sito Fosso dell'Eremo delle Carceri ha una superficie di circa 64 ettari e si trova nei pressi del Santuario da cui prende il nome, vicino alla città di Assisi. È costituito da una profonda incisione valliva, formata dai versanti sud-est del Colle San Rufino e sud-ovest di Vallonica del massiccio calcareo del Monte Subasio. A sud è delimitata dalla località Carabone, dove si trova l'Orrido delle Carceri. L'area è caratterizzata da lievi balze e piccole forre, ricoperta da fitta vegetazione forestale.

### Geologia
Il Fosso si presenta come un'incisione bifida sul versante occidentale del monte, all'interno della quale è stato edificato l'Eremo delle Carceri. Un braccio nasce a Colle San Rufino, quota 1 140 m, mentre l'altro più a est, in località Vallonica, a quota 1 061 m. Sul Fosso si innesta a quota 740 m il Fosso di San Rufino, che nasce ad est dell'omonimo Colle, ed è composto da vari rami di cui il più alto in quota, a 1 160 m, si forma in località Stazzarelli. Perde infine i suoi connotati nella zona limitrofa in località Sant'Angelo in Panzo.

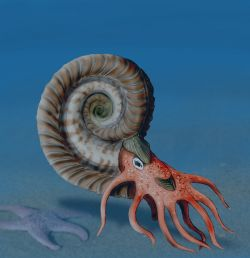
Hildoceras sublevisoni (Fucini, 1905)

È il risultato dell'erosione degli impetuosi flussi delle acque meteoriche che hanno modellato nei millenni gli strati geologici che compongono il massiccio e che oggi solo rare volte coprono il letto dell'antico alveo, data l'attuale natura torrentizia di tutto il bacino idrografico del Parco del Monte Subasio. Specificamente, questi evidenziano la presenza di alcune rocce tipiche della serie umbro-marchigiana in generale e del Parco del Monte Subasio nello specifico che sono la Corniola, le Marne di Monte Serrone ed il Rosso Ammonitico, visibili negli affioramenti liberi da vegetazione. In particolare, è dai sedimenti fossiliferi del Rosso Ammonitico che provengono gli esemplari di ammoniti studiati ed esposti nel Museo di Geopaleontologia del Monte Subasio, tra cui l'Hildoceras sublevisoni.
Il toponimo "Carceri" rivela già di per sé la struttura carsica del sito, caratteristica di tutto il Monte Subasio. Prima ancora che fosse scelto come luogo di eremitaggio da Francesco e dai suoi confratelli, già in epoca paleocristiana il luogo era frequentato da eremiti perché ricco di anfratti e piccole grotte in cui questi si rifugiavano per la loro meditazione. I latini carceres indicavano luoghi solitari ed appartati e fu per questo che le grotte furono scelte anche dai francescani per le loro "carcerazioni". Il Santuario fu costruito quindi intorno a quelle cavità e sulla nuda roccia che li conteneva. Le grotte più importanti al Fosso dell'Eremo delle Carceri sono sette e portano il nome del nucleo fondatore del francescanesimo: la Grotta di San Francesco, ora all'interno del Santuario, quindi, poco più a valle, seguendo il percorso di visita dell'Eremo, si trovano le grotte dei Frati Bernardo, Leone, Silvestro, Antonio da Stroncone, Andrea da Spello e Rufino. Sono tutti esempi di cavità carsiche di cui le doline sommitali del monte, i cosiddetti "mortari", sono la massima manifestazione.
Dal punto di vista geologico, tutto il sito è il prodotto congiunto di fenomeni carsici e di erosione da acque meteoriche. La geomorfologia e la geomorfologia fluviale si presentano quindi nel sito come un susseguirsi di «gole, forre, gradini di vecchie cascate, pareti strapiombianti».
Tra questi, a sud, nell'estremo settore a valle del sito, quota 782 m, ha particolare importanza il cosiddetto Orrido delle Carceri, chiamato anche Orrido di Panzo (dalla fonte omonima che dà il nome anche all'attigua chiesa di Sant'Angelo in Panzo) o il Carabone. Qui si apre un inghiottitoio, detto il Buco o Catino del Diavolo, in cui le acque di infiltrazione vengono convogliate in una grande cavità sotterranea che secondo le credenze popolari si riempirebbe solo in concomitanza di guerre ed eventi di notevole importanza. Si trova ai piedi di una cascata non più attiva contornata da pareti a picco. Il pozzo si apre allargandosi verso il fondo mentre l'apertura è posta sulla parte superiore della cascata. Sulla destra idrografica del fosso, nei pressi del Carabone, si aprono altri due pozzi visibili solo dal basso perché la parte superiore è occultata dalla vegetazione.

## Habitat
Il sito è caratterizzato dai seguenti habitat costituiti da particolari tipologie di vegetazione:
- Habitat 91AA*[18] - Boschi orientali di Quercia bianca comprende i boschi mediterranei a dominanza[19] di Roverella (Quercus pubescens) in ambienti caldi. In Umbria sono abbastanza diffusi, anche se spesso fortemente frammentati e rappresentati talora da porzioni relitte di modeste dimensioni soprattutto nelle aree fortemente vocate alla coltura dell'olivo e della vite che ne hanno in gran parte occupato l'areale potenziale[20].
- Habitat 9340 - Foreste di Leccio del tipo (Quercus ilex) e Quercus rotundifolia (detto anche Elce), molto ben rappresentate in Umbria, comprende le formazioni forestali sempreverdi di leccio. Questi boschi si sviluppano sia su terreni calcarei, sia silicei a varie altitudini e sono in grado di colonizzare le rupi rocciose come ad esempio avviene sulle balze calcaree della Valnerina[21]. La lecceta di alto fusto è considerata tra le più rilevanti dell'Italia centrale, in quanto a omogeneità fisionomico-strutturale e per la presenza dei esemplari secolari[4][22]. Tra questi spiccano i due secolari lecci monumentali, i primi alberi monumentali ad essere classificati dalla Regione Umbria[23].

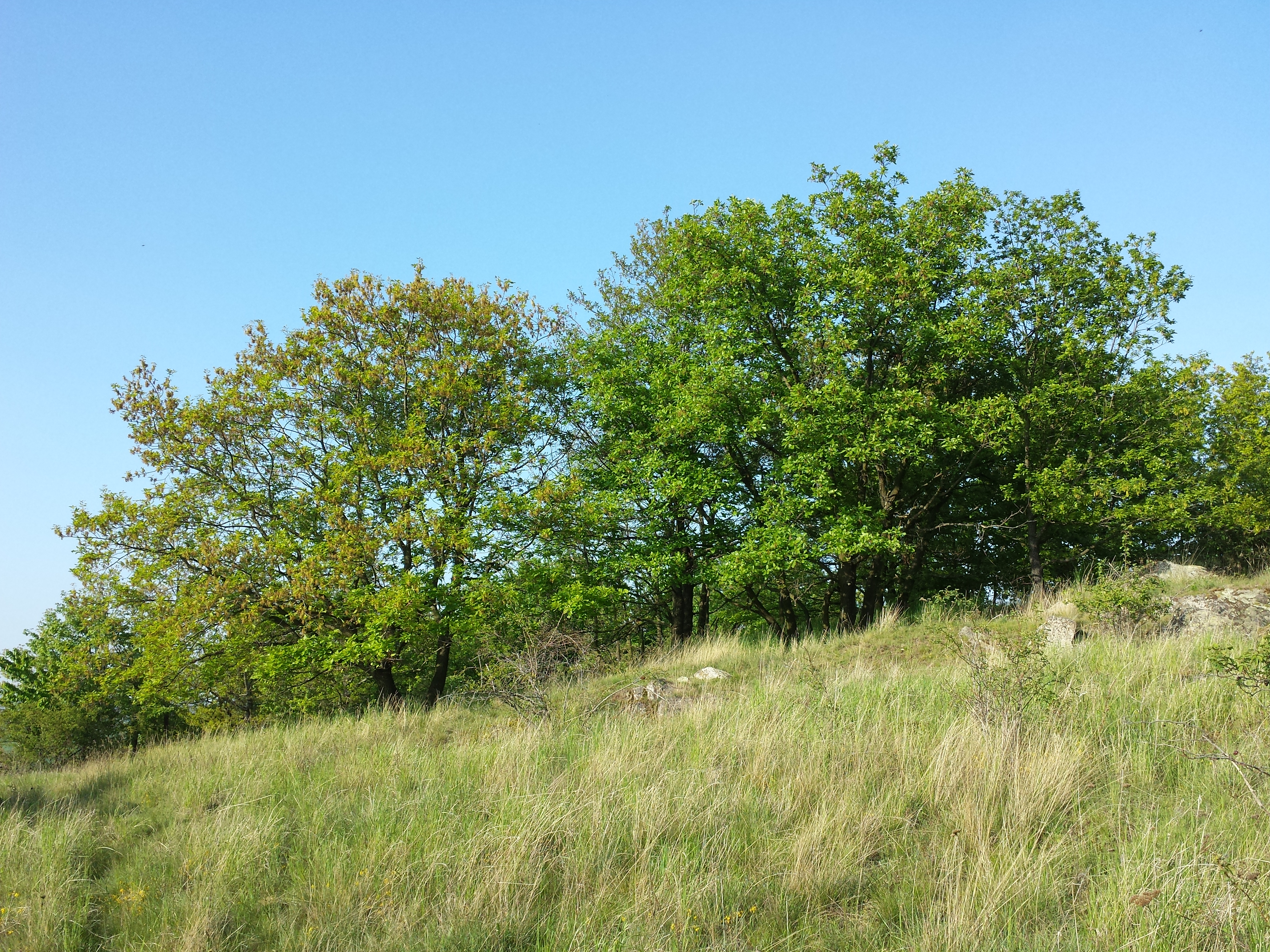
Roverella
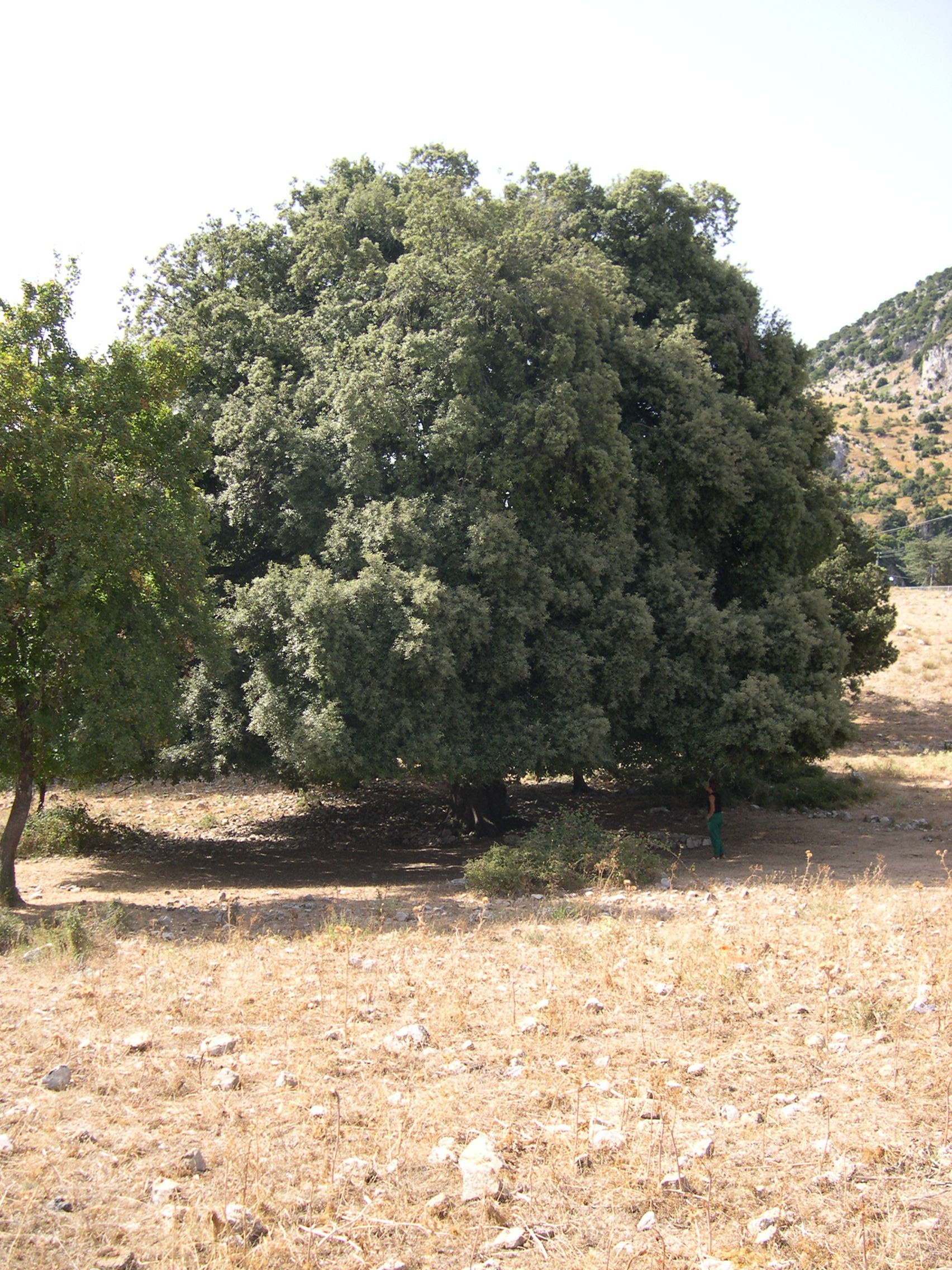
Leccio
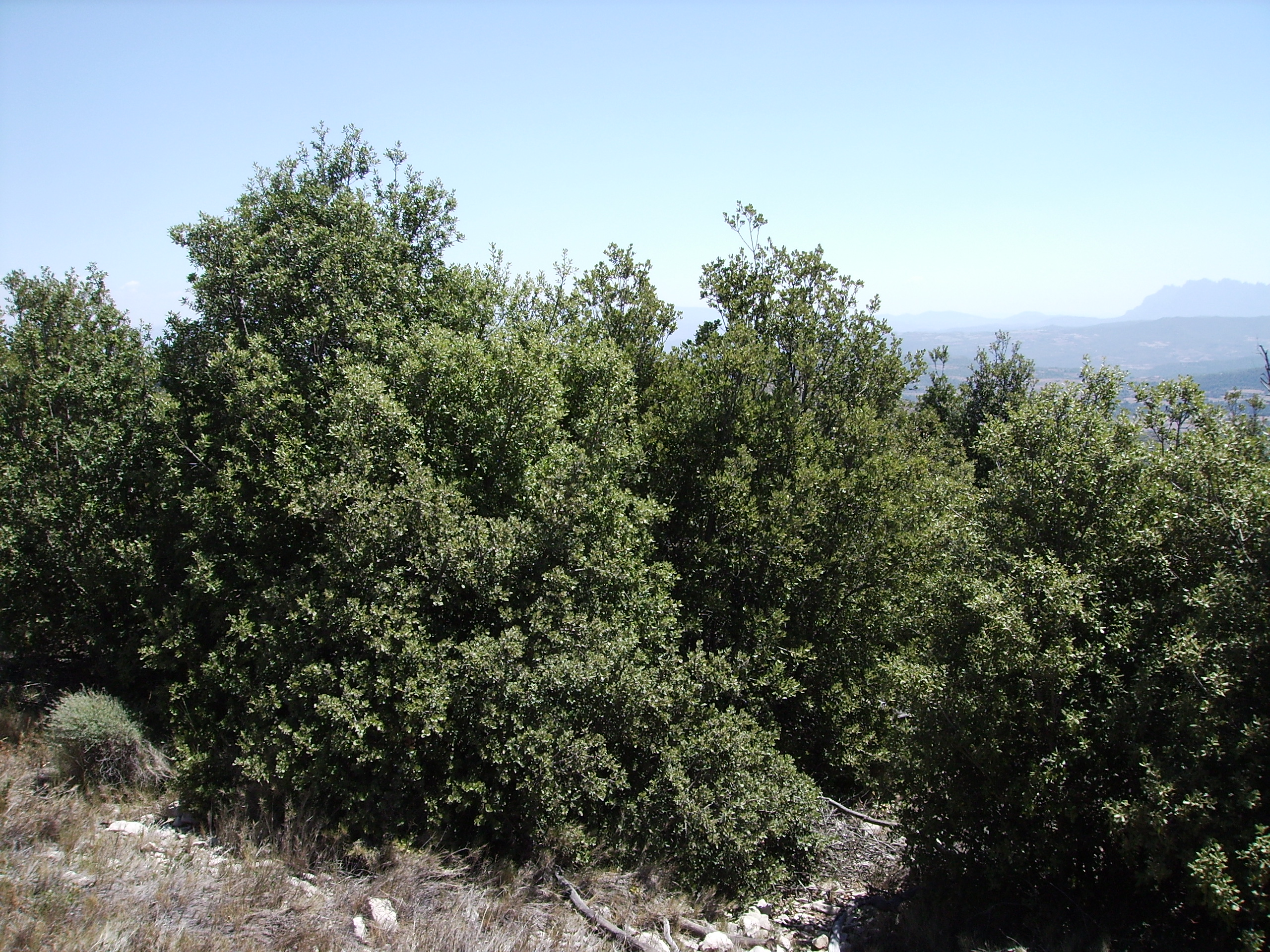
Elce

## Flora
Nell'area sono segnalate, fra le altre, alcune specie di piante di rilevante interesse floristico vegetazionale a livello regionale: la Digitale dell'Appennino (Digitalis micrantha), l'Elleboro di Boccone (Helleborus bocconei) e il Pungitopo (Ruscus aculeatus).

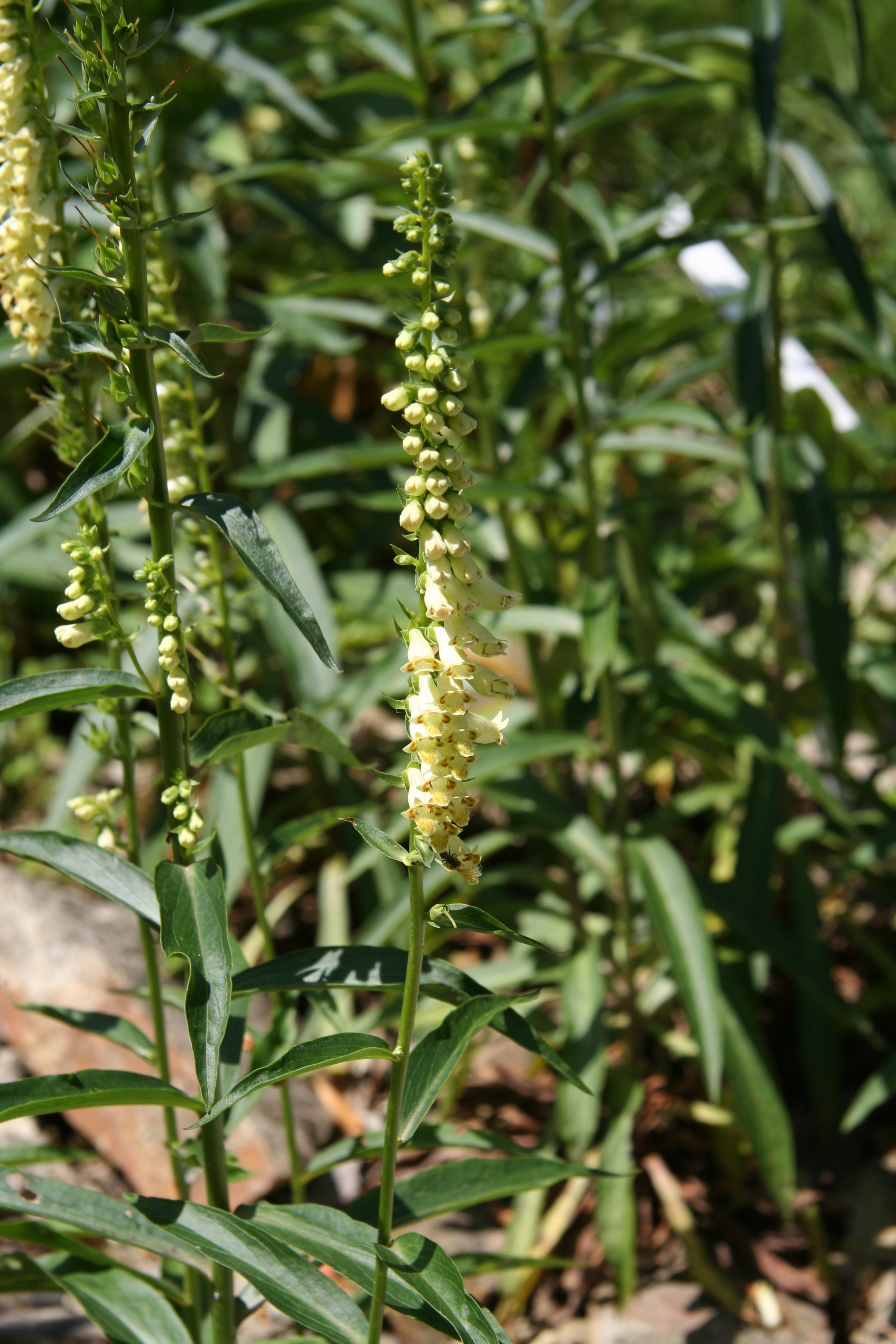
Digitale dell'Appennino
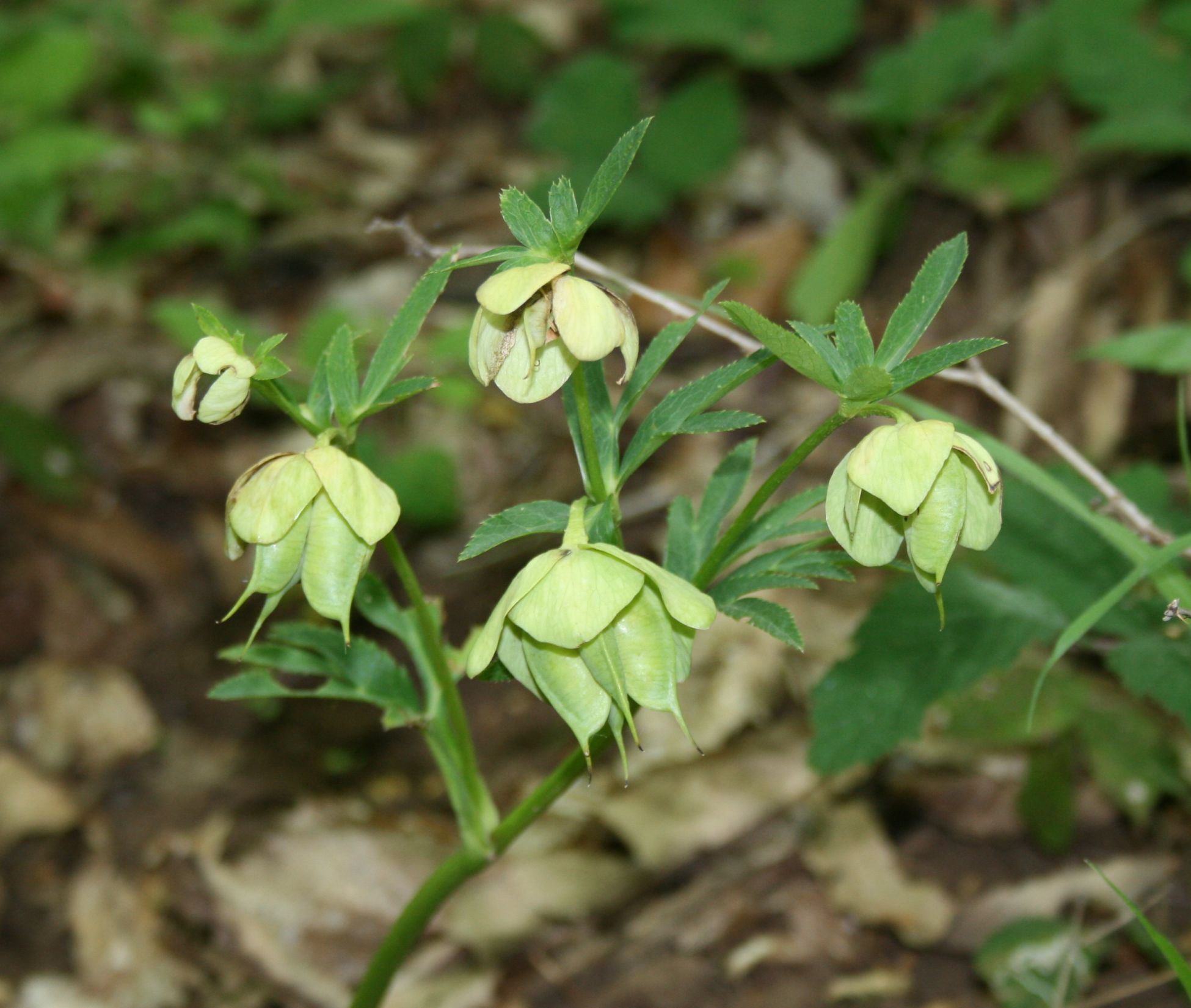
Elleboro di boccone, fiore
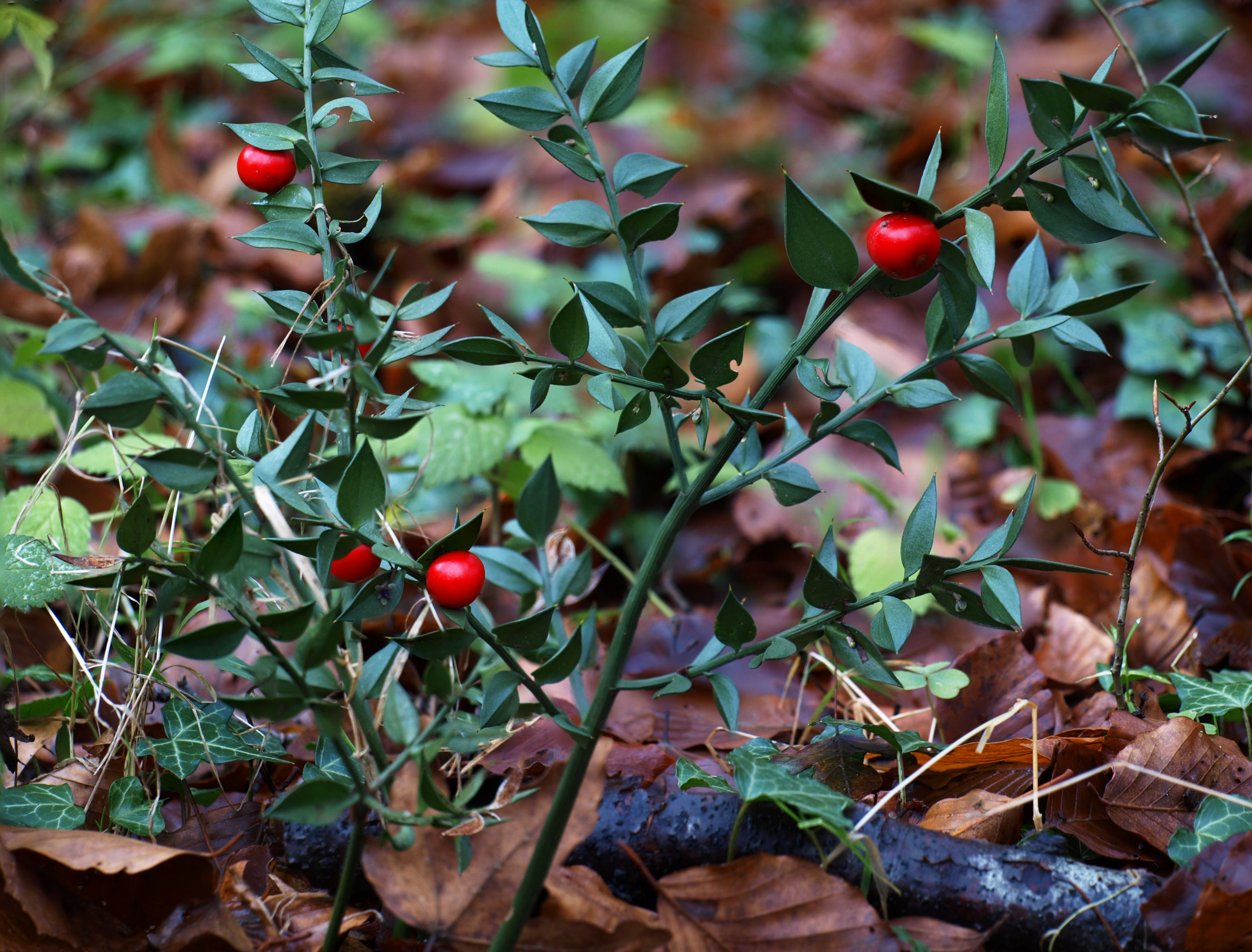
Pungitopo

## Fauna
Nel sito sono segnalate solo alcune specie di interesse comunitario e conservazionistico, cioè specie animali considerate rare, endemiche, vulnerabili o in pericolo di estinzione che trovano nel sito gli habitat ideali per la loro riproduzione e sopravvivenza, in particolare legate agli ambienti forestali.

### Invertebrati
È segnalata la presenza del raro Lepidottero Callimorfa era (Callimorpha (Euplagia, Panaxia) quadripunctaria) e di due specie di Coleotteri di grandi dimensioni: il Cervo volante (Lucanus cervus) e il Cerambice della quercia (Cerambyx cerdo), oltre al Granchio di fiume (Potamon fluviatile fluviatile), specie in progressiva rarefazione.

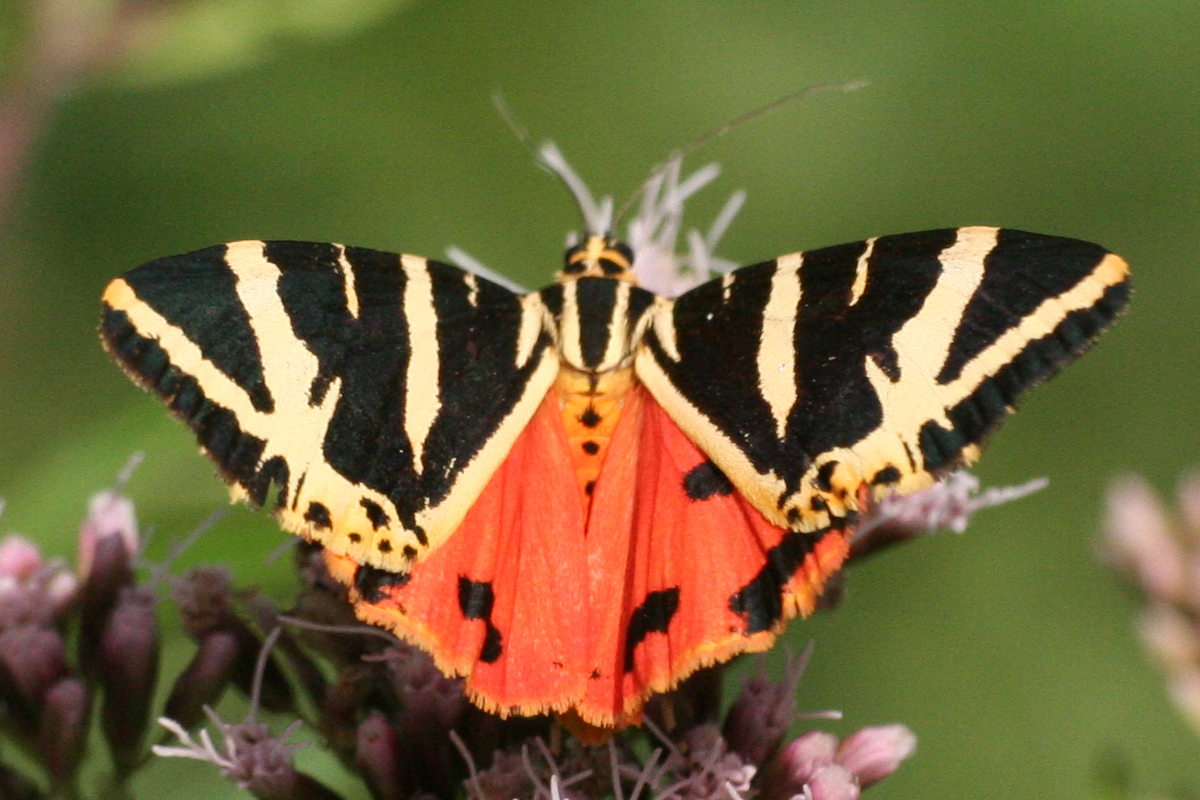
Callimorfa era
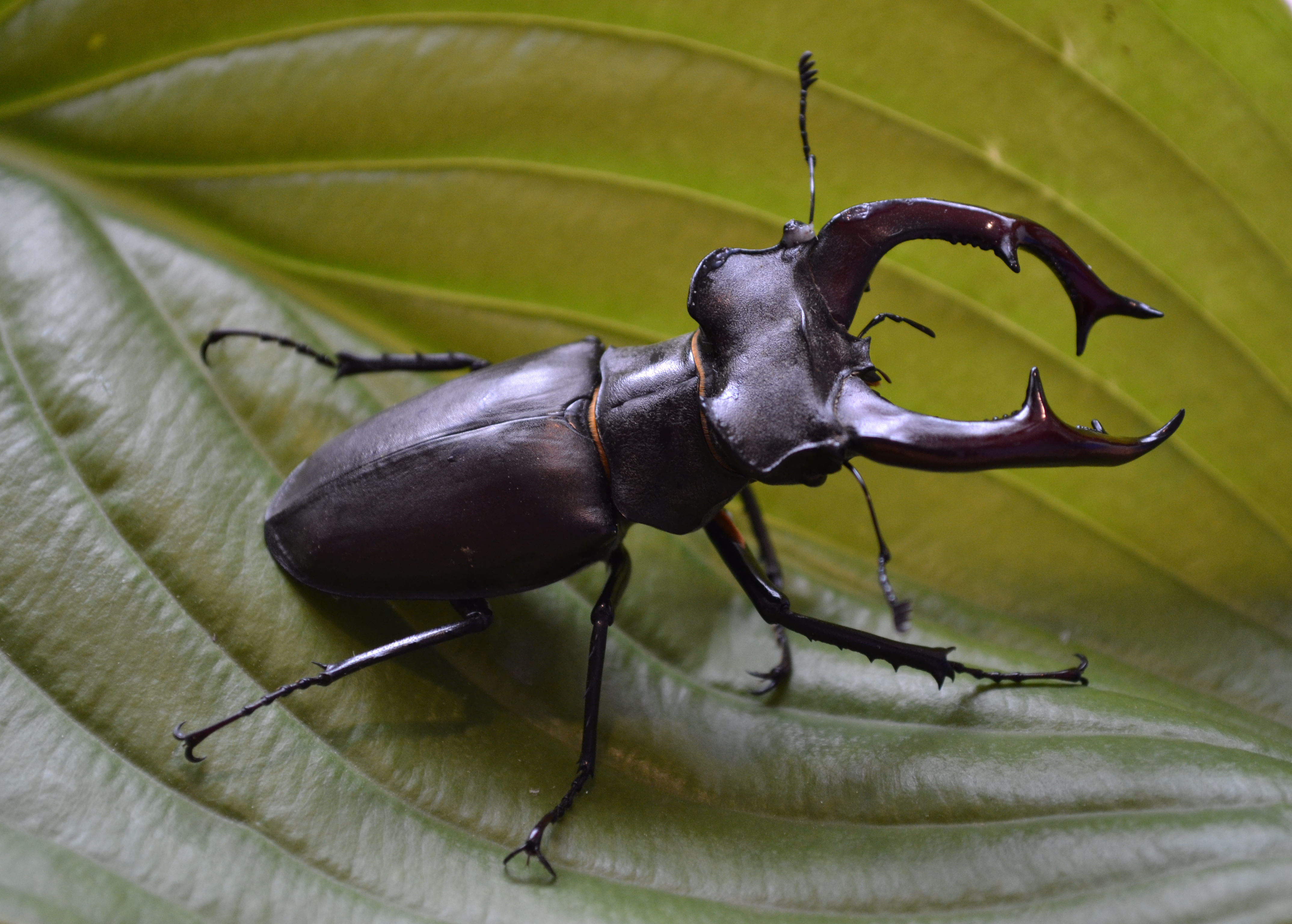
Cervo volante
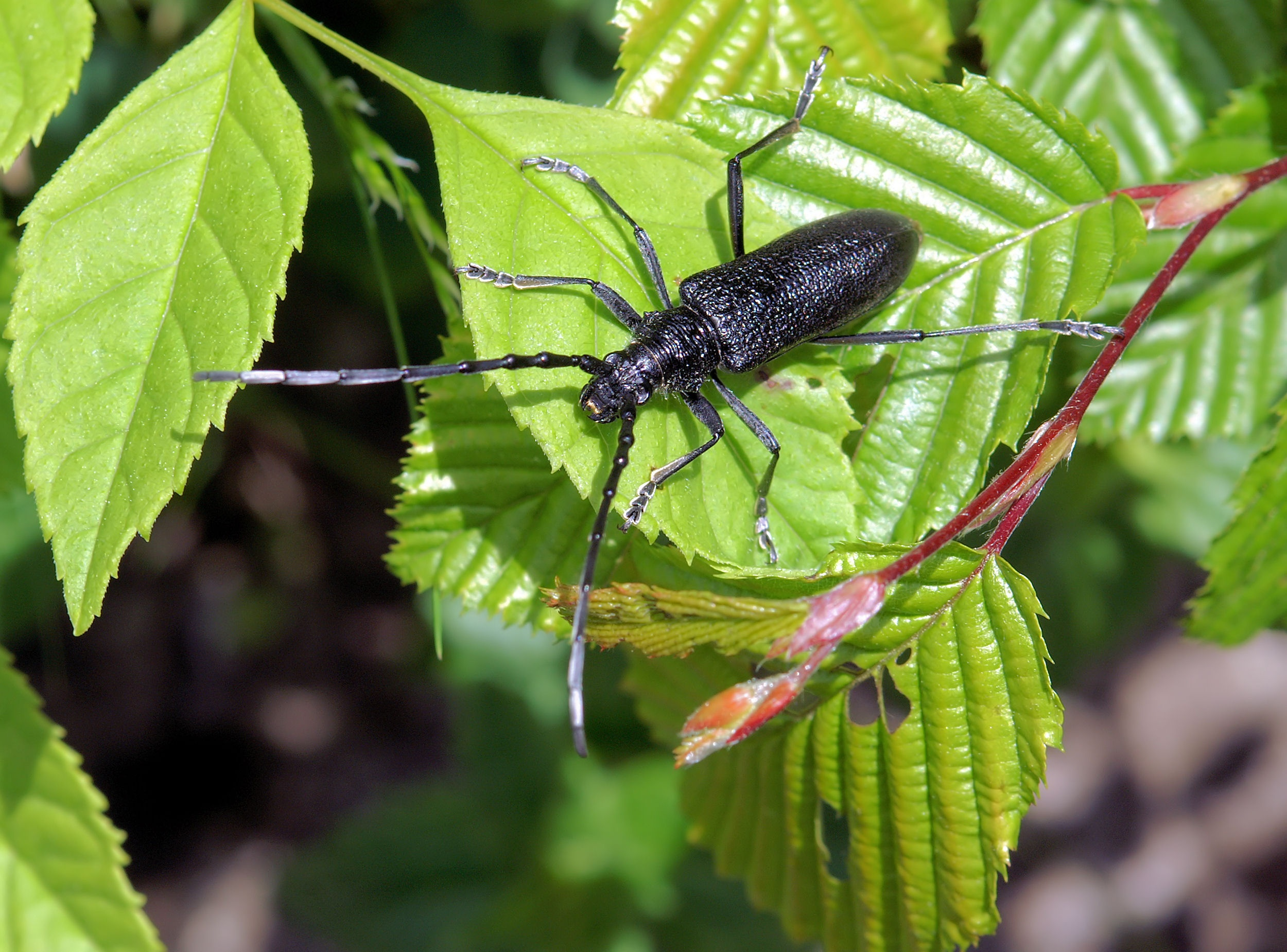
Cerambice della quercia
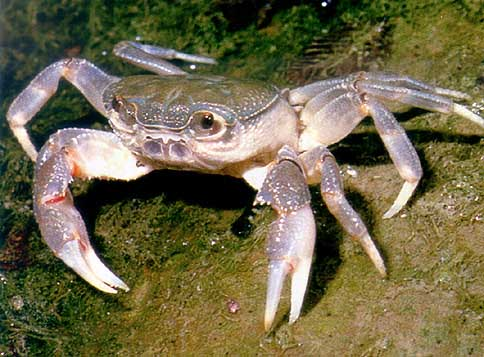
Granchio di fiume

### Rettili
Nell'area si trovano gli ambienti ideali per alcune specie di Rettili quali il Ramarro occidentale (Lacerta bilineata), Lucertola muraiola (Podarcis muraiola) e la Lucertola campestre (Podarcis sicula). Fra i serpenti spicca la presenza della Biscia dal collare (Natrix natrix).

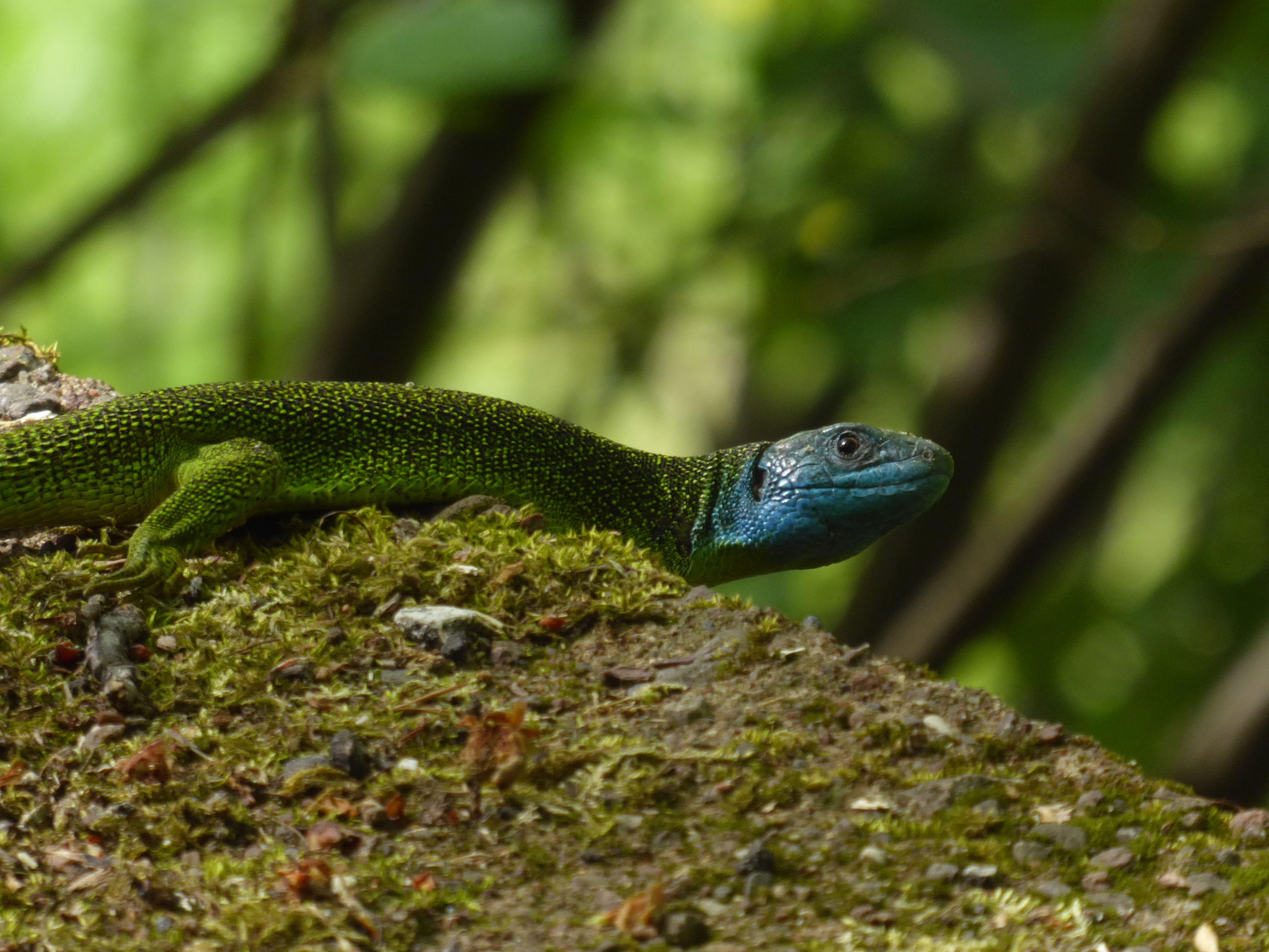
Ramarro occidentale
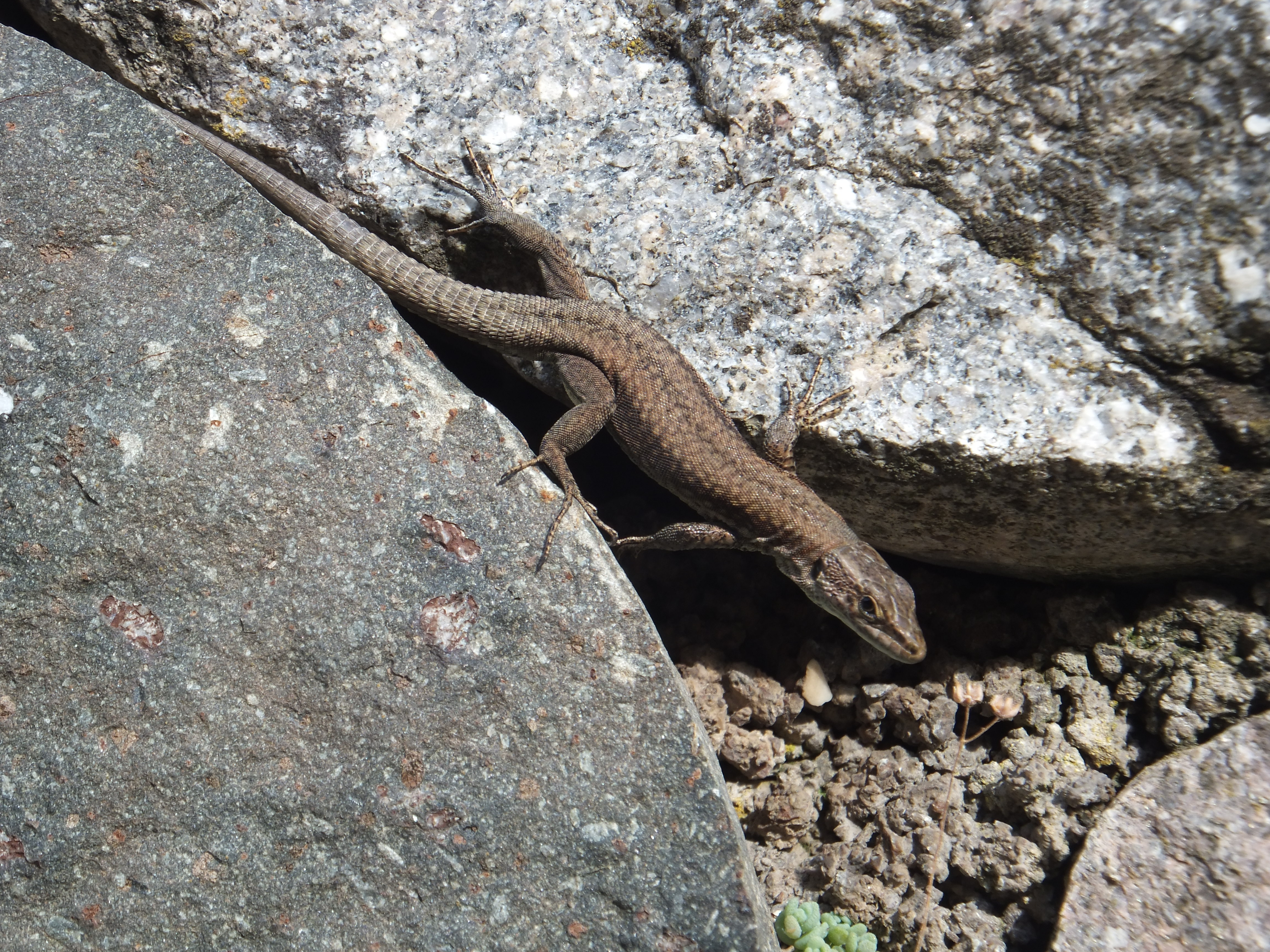
Lucertola muraiola
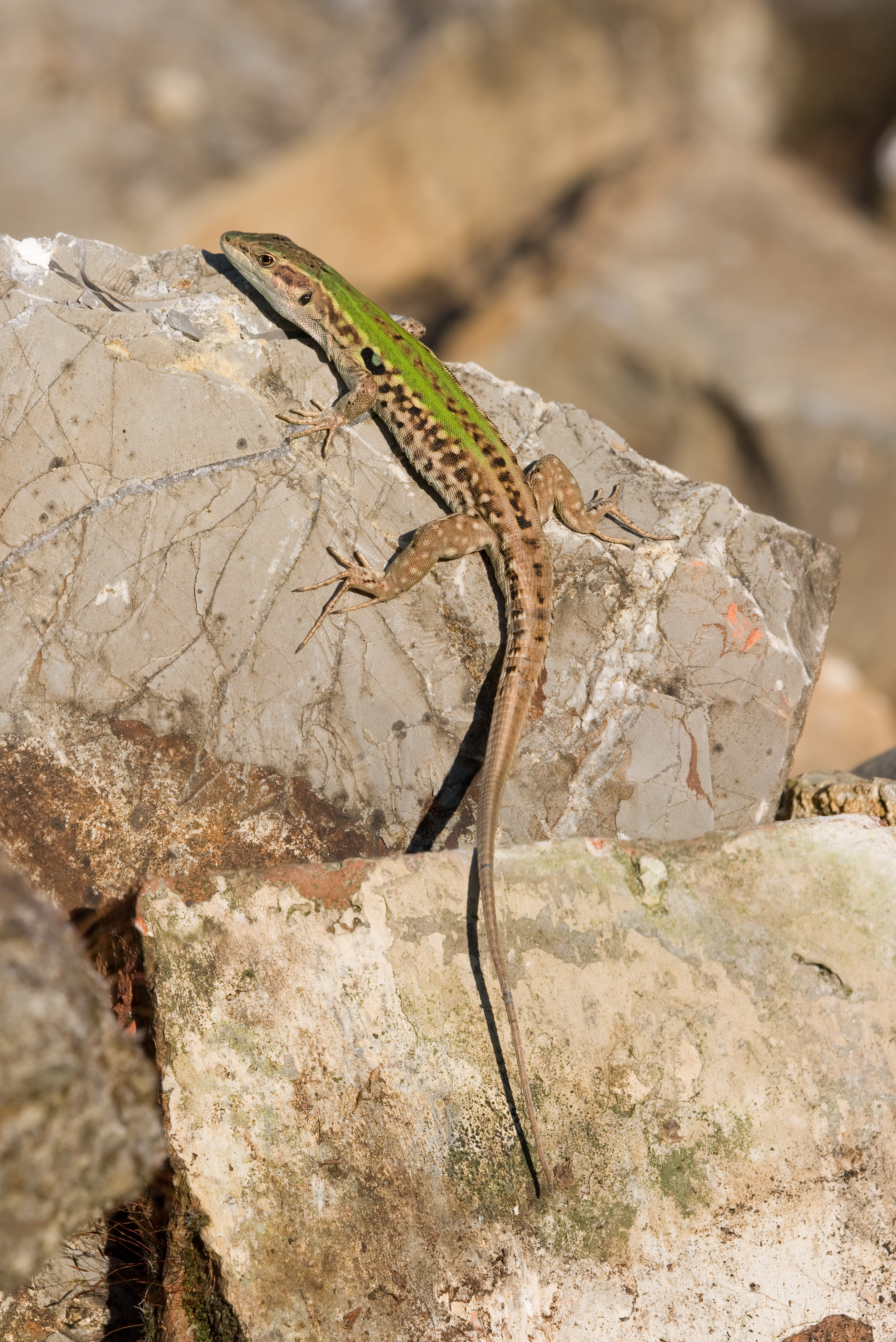
Lucertola campestre
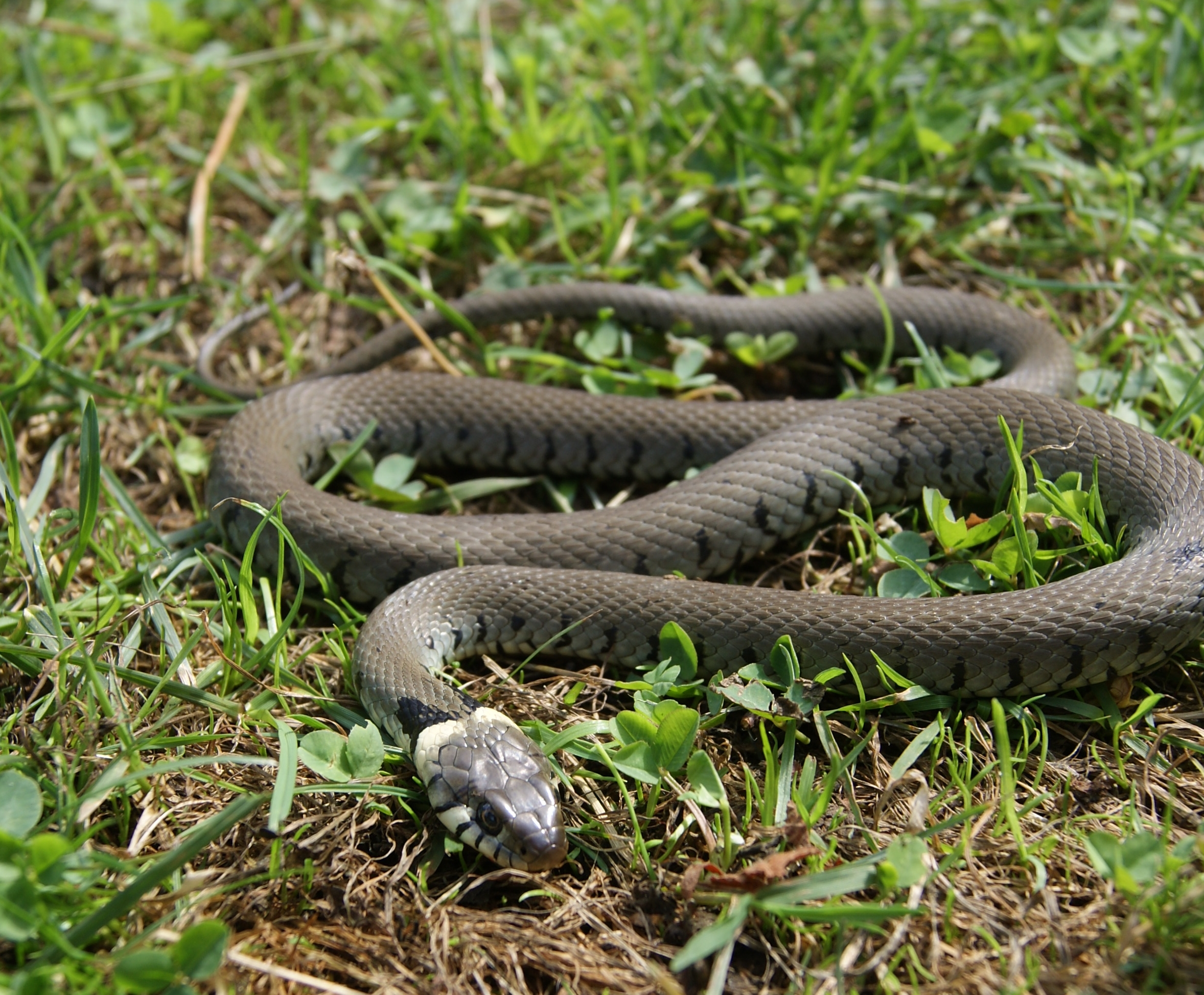
Biscia dal collare

### Mammiferi
I boschi di leccio sono l'habitat ideale dell'Istrice (Hystrix cristata). La Donnola (Mustela nivalis) è tra gli altri mammiferi presenti insieme al Capriolo (Capreolus capreolus).

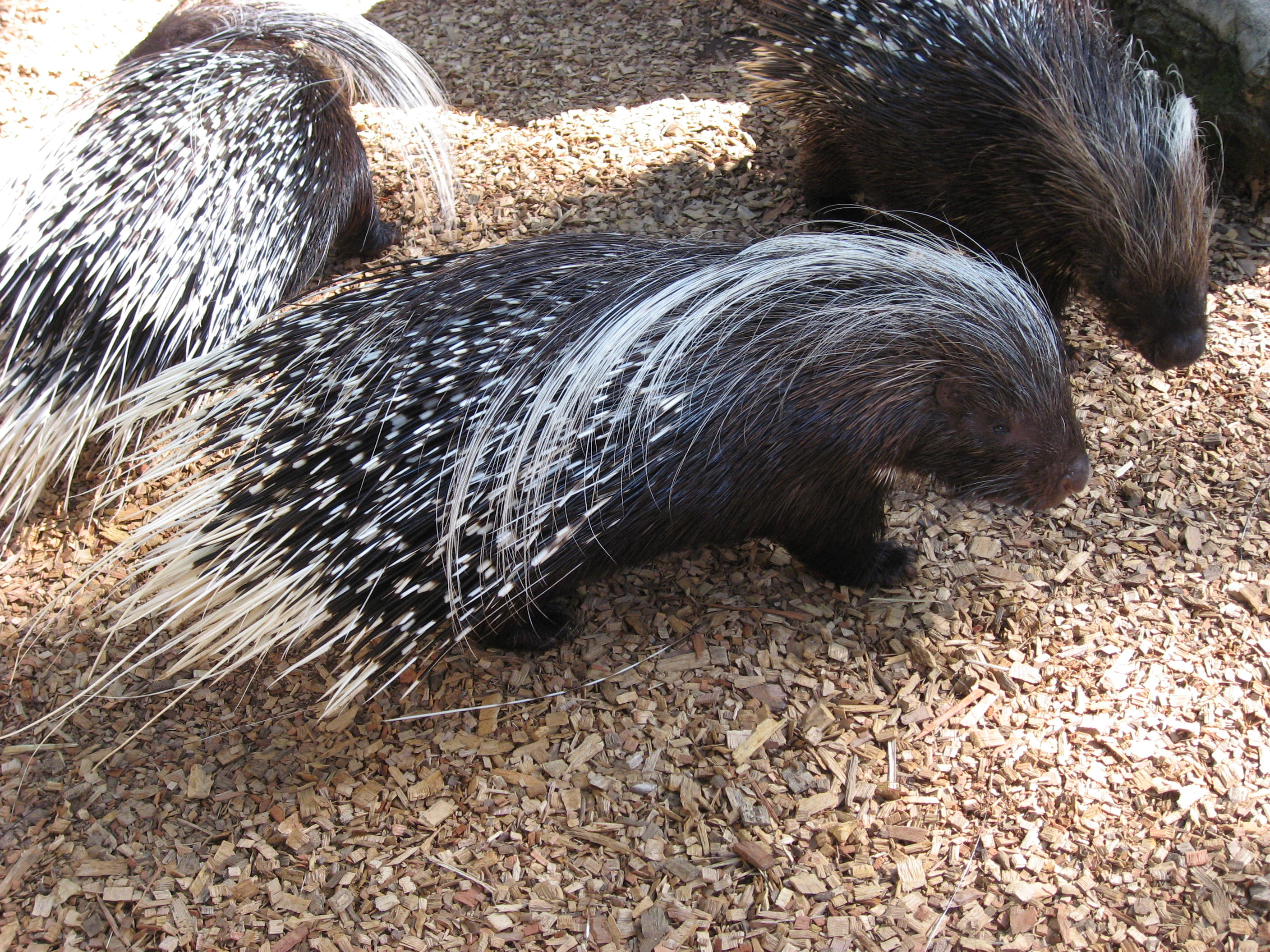
Istrice
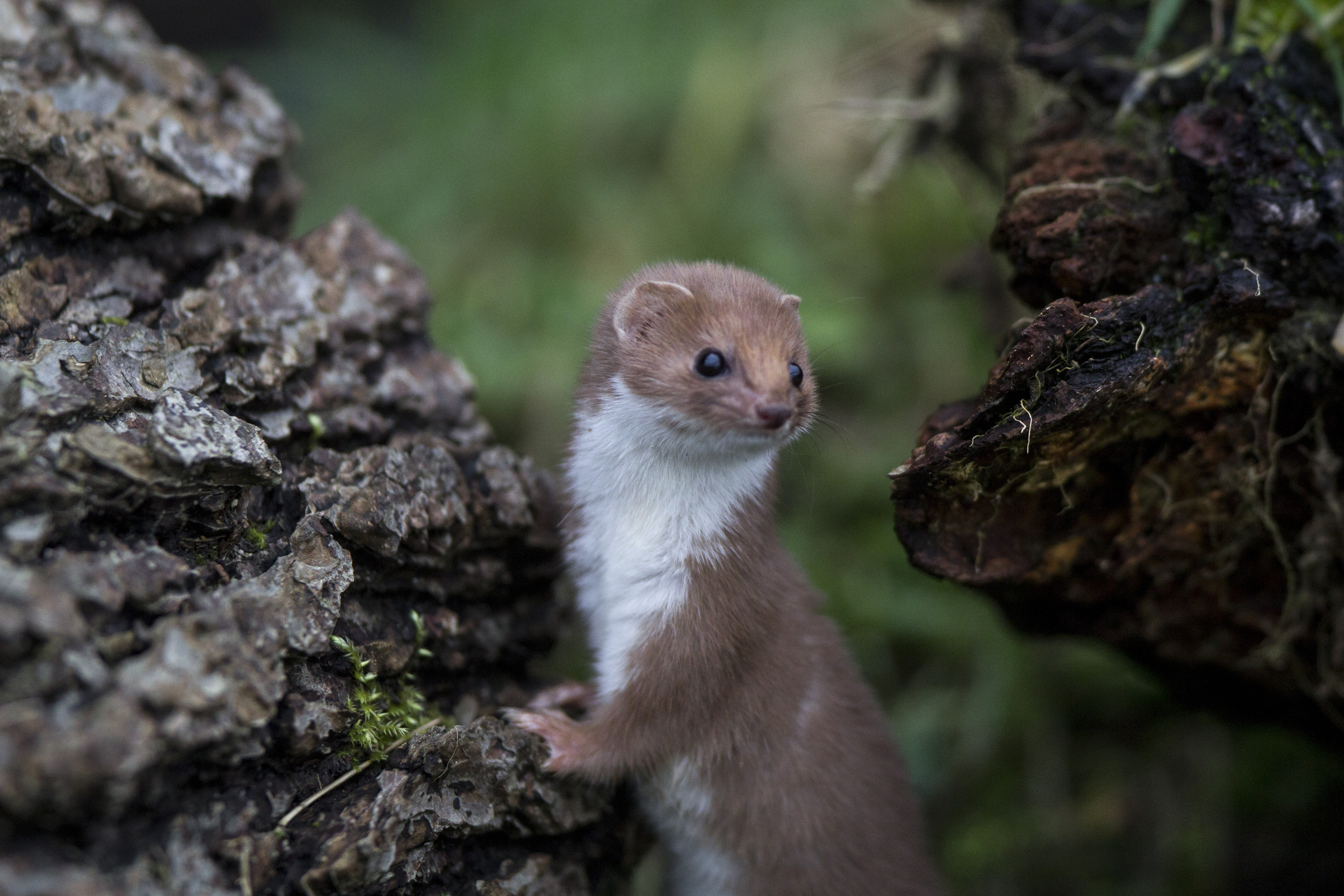
Donnola
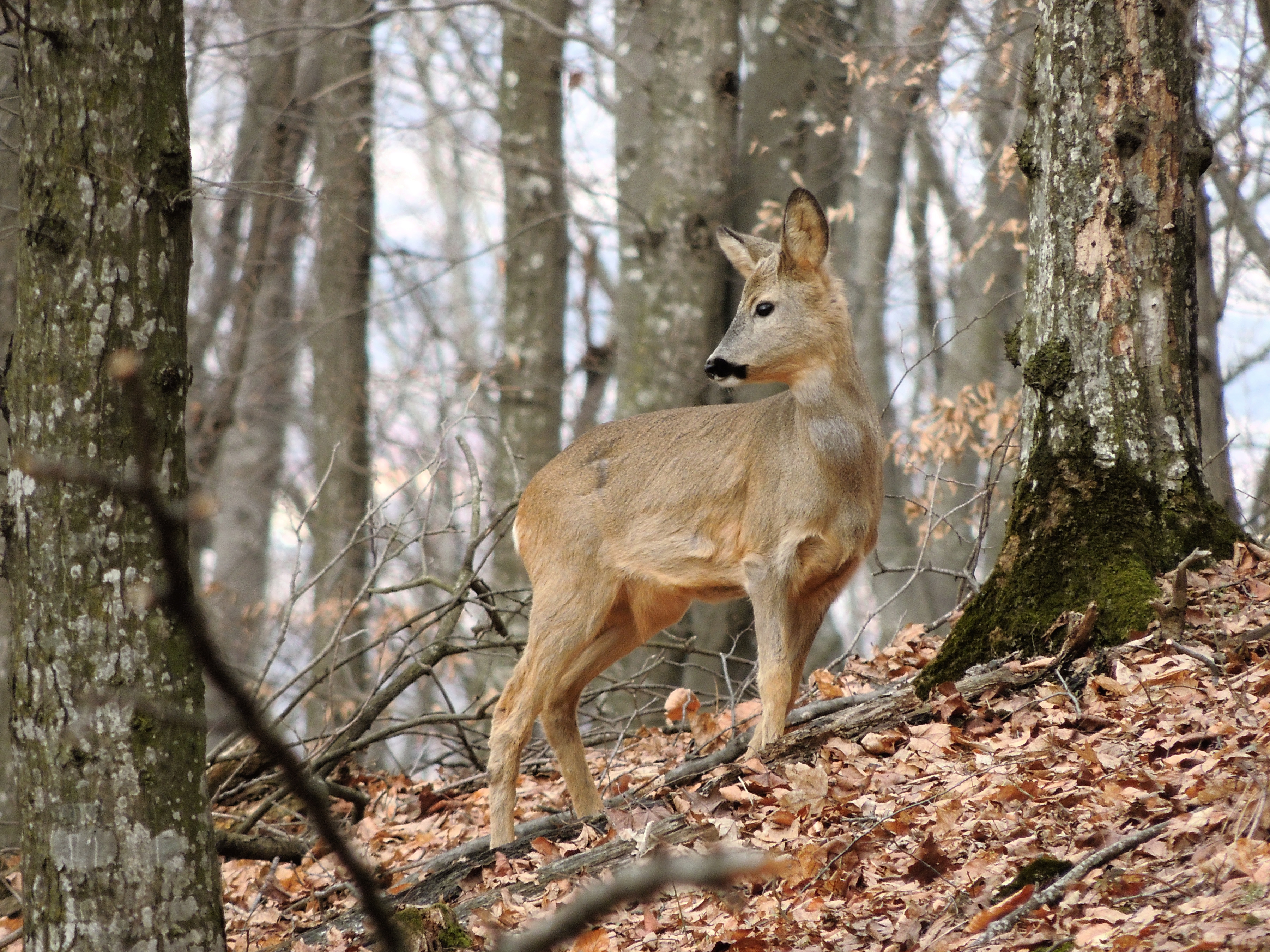
Capriolo

### Uccelli
Nella zona nidificano circa 50 specie di uccelli tutelati dalle Direttive Uccelli e Habitat, tra cui: lo Sparviero (Accipiter nisus), la Rondine comune (Hirundo rustica), l'Occhiocotto (Sylvia melanocephala), specie legata alla macchia mediterranea e la Ghiandaia (Garrulus glandarius). Alcune di queste - il Ciuffolotto (Pyrrhula pyrrhula), il Cardellino (Carduelis carduelis) e il Verdone (Carduelis chloris) -, richiedono, nella gestione della ZSC, specifici interventi finalizzati a ridurre o annullare le minacce poiché considerate a rischio estinzione in base alla Lista Rossa stilata dal Comitato italiano IUCN. Anche i diffusi Passera mattugia (Passer montanus) e Passero comune (Passer italiae), specie caratteristiche delle aree agricole e urbane sono tra le specie di Uccelli considerate vulnerabili in quanto risentono del massiccio utilizzo di pesticidi e della semplificazione ambientale legati all'agricoltura intensiva ed estensiva.

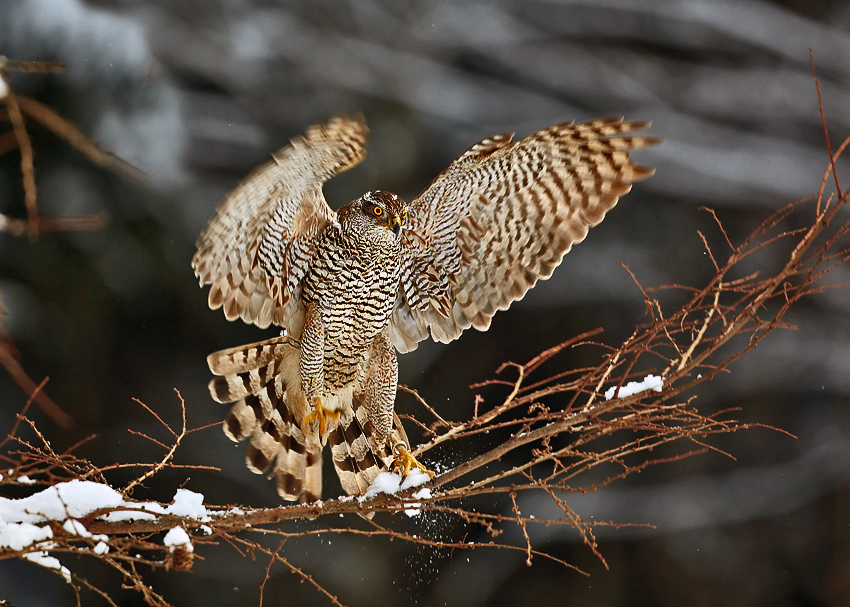
Sparviero
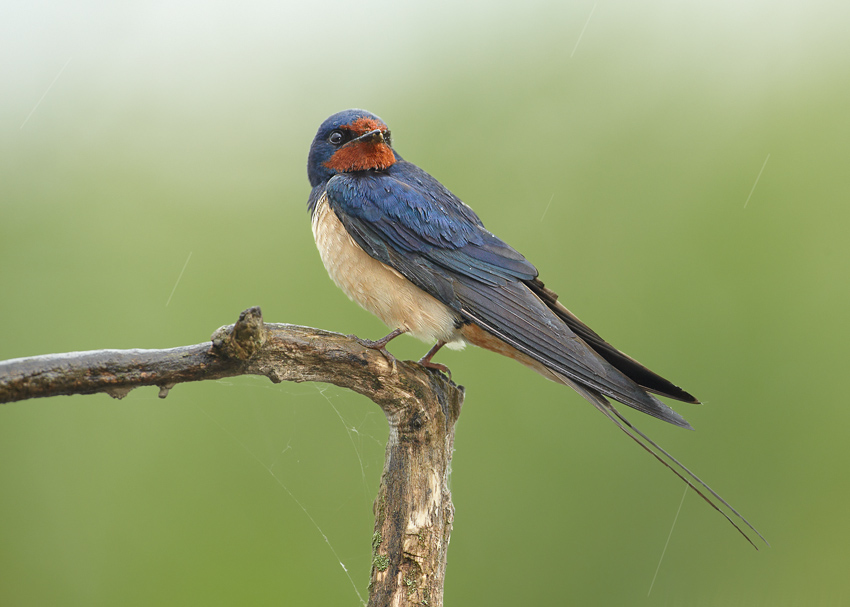
Rondine comune
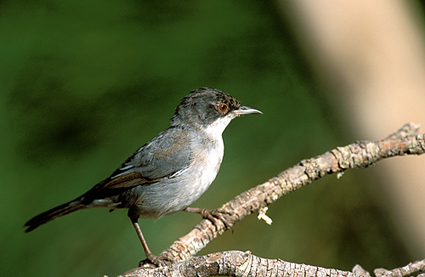
Occhiocotto
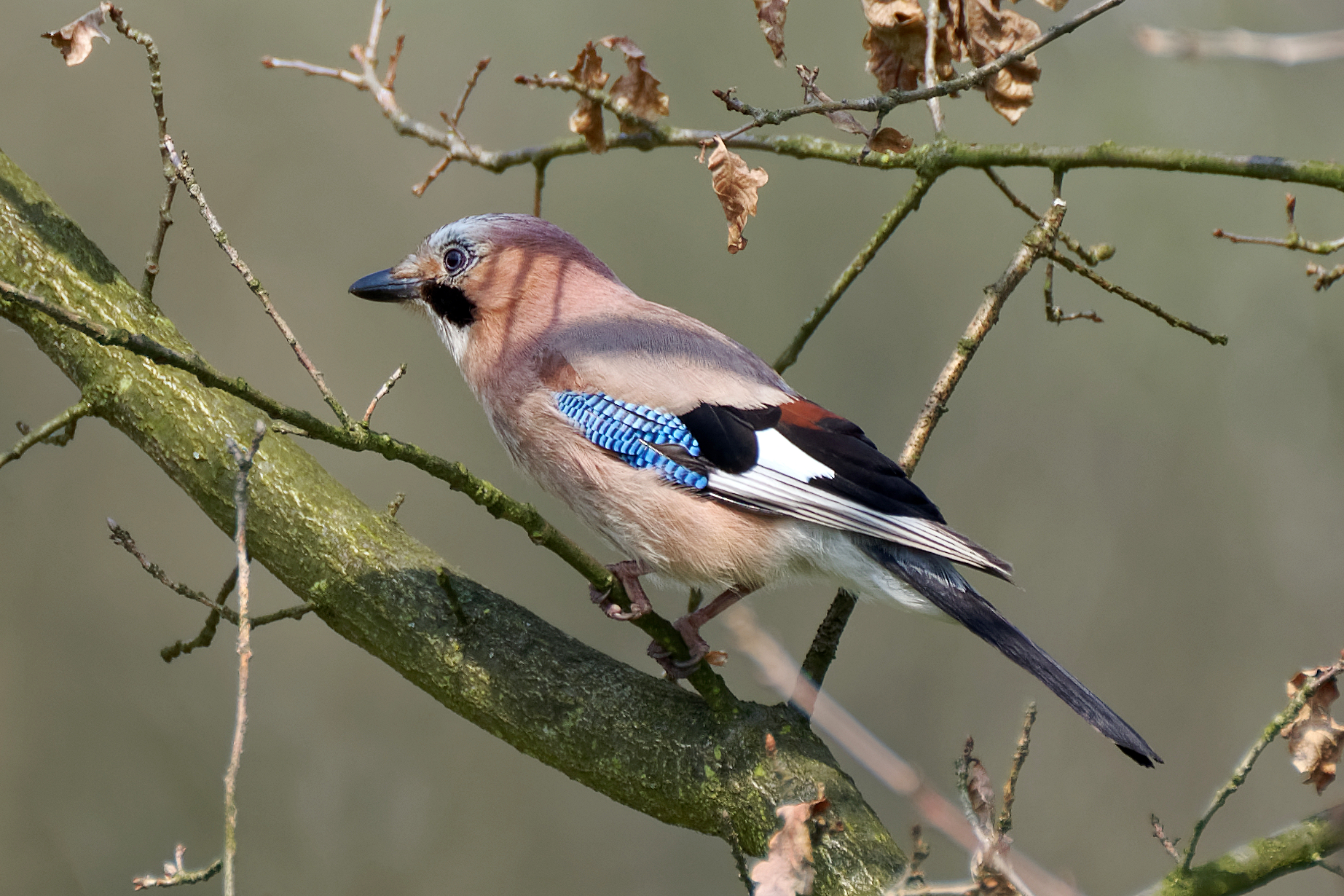
Ghiandaia
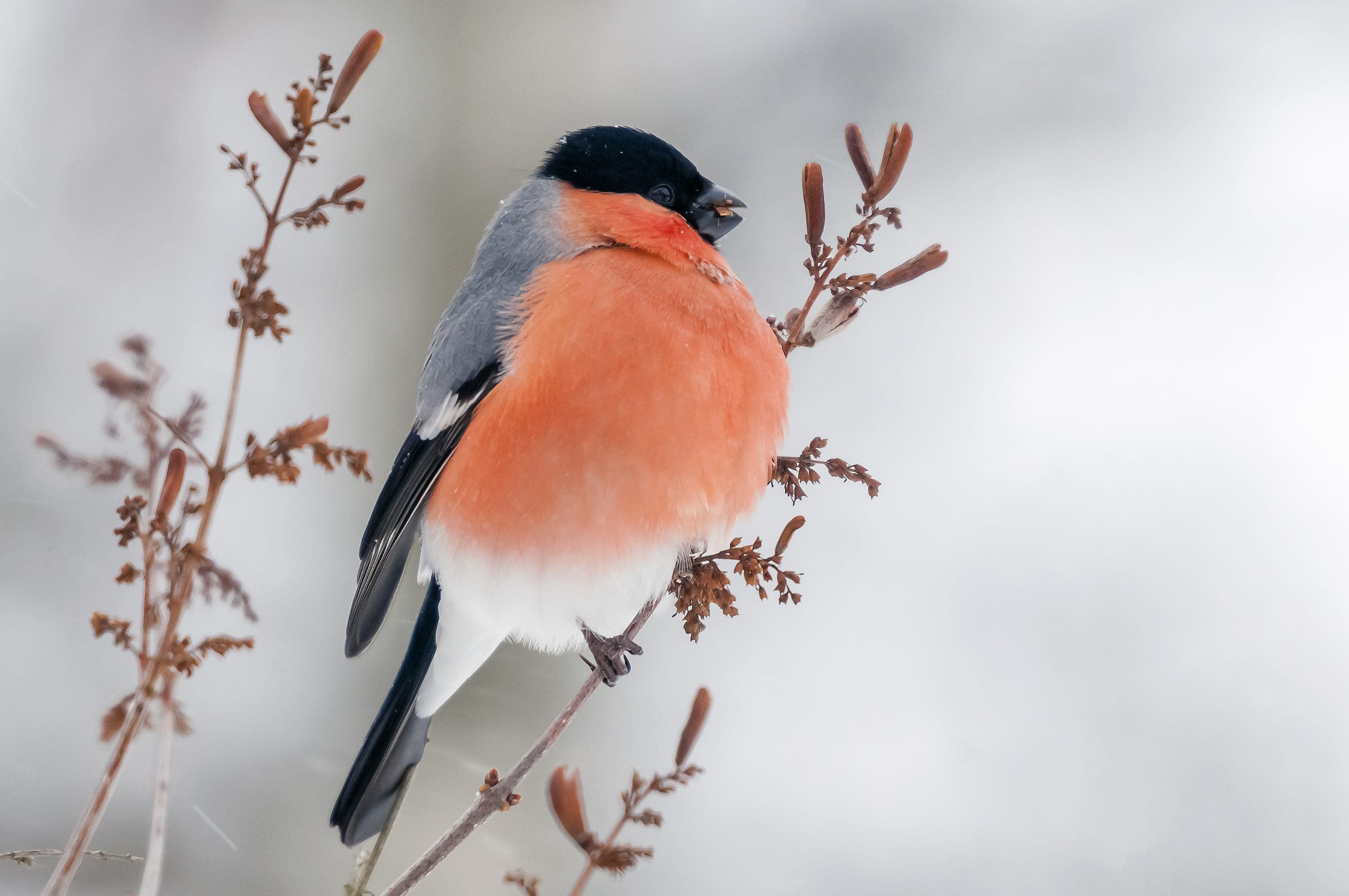
Ciuffolotto
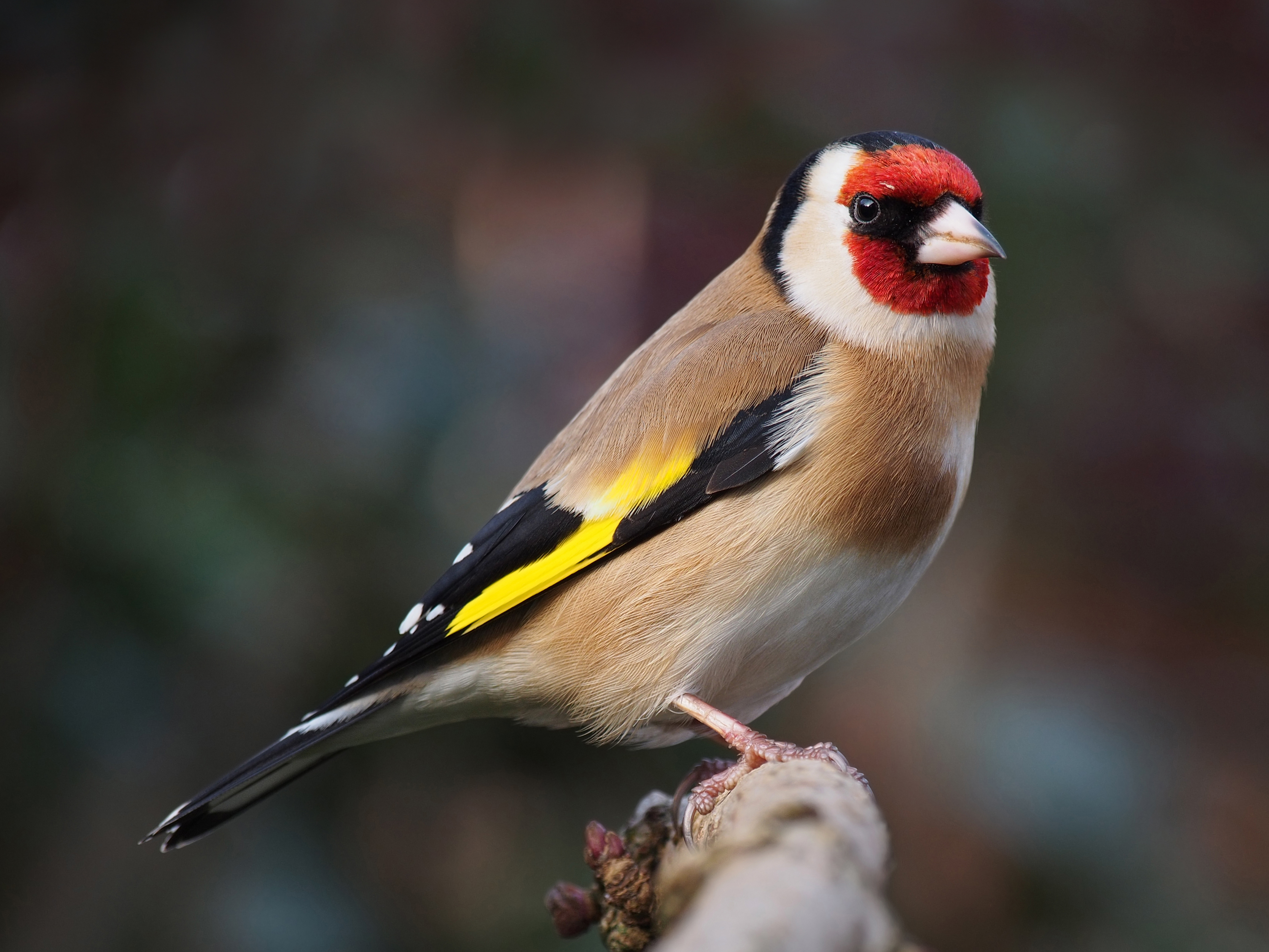
Cardellino
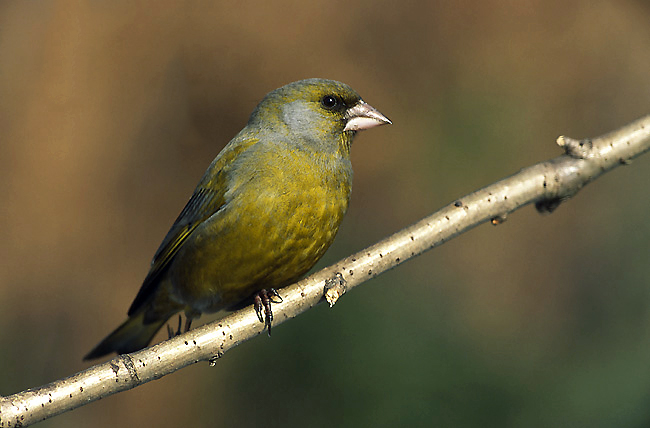
Verdone

## Gestione
Le Misure di Conservazione del sito Fosso dell'Eremo delle Carceri, adottate dalla Regione Umbria, sono volte in particolare alla conservazione della biodiversità e alla tutela degli habitat e delle specie presenti nel sito Natura 2000. Le Misure hanno l'obiettivo di ridurre gli interventi di trasformazione e semplificazione ambientale attraverso la regolamentazione in particolare delle attività selvi-colturali ed agricole. Inoltre, per ridurre il disturbo umano sugli habitat individuati e sulle specie presenti nel sito, sono state regolamentate sia le attività di realizzazione di strutture e infrastrutture, sia le attività di fruizione delle aree oggetto di tutela. Le Misure di Conservazione sono armonizzate con il Regolamento del Parco regionale del Monte Subasio.